# 行友李風
行友 李風（ゆきとも りふう、明治10年（1877年）3月2日 - 昭和34年（1959年）12月13日）は、大正、昭和期の劇作家、小説家。広島県尾道市土堂町出身。本名は直次郎。
　　　	

## 経歴
家は岩子屋という藍商で、その総領息子だった。学歴は小学校卒業とされる。明治39年（1906年）大阪新報社入社。社会部記者となり演芸欄を担当。大正5年（1916年）退社、大阪松竹合名会社（松竹）文芸部を経て、大正初期、田村木国（俳人）らと洗堰吟社をおこす。
大正6年（1917年）、芸術座を退団した沢田正二郎が、より一般大衆に親しまれる"新しい国劇"を目的とし新国劇を結成。松竹の白井松次郎の考えから新国劇に派遣され、大正8年（1919年）正月の大阪弁天座公演から、行友は座付き作者として迎えられた。『金山颪』『春告鳥』を書き、次いで『月形半平太』『國定忠治』という二大傑作を書く。
大正8年（1919年）4月1日、京都の明治座で初演された『月形半平太』は大当たりした。同作は、福岡藩士・月形洗蔵と土佐藩士・武市半平太をモデルにして、二人の名前を組み合わせたとされているオリジナル作品で「春雨じゃ、濡れて行こう」「われ死なば勤王の鬼となって皇（すめ）ら御国の礎を護る」等の名台詞により新国劇の看板演目となった。本作は幕末維新期を題材にした最初の作品ともいわれ、それまでの尾上松之助劇にはほとんど存在しなかった時代設定であった。幕末の志士・月形半平太のキャラクターと沢田のスピーディな殺陣などが合い大当たりを取ったことで、本作以降、勤王の志士をヒーローとする舞台や映画など、幕末維新期を題材にした映画が流行した。沢田正二郎は「剣劇」を演じたいために新国劇を立ち上げたわけではなかったが、行友作の『月形半平太』がたまたま受けたために、新国劇は以降「剣劇」（殺陣）の演目が増えていく。「殺陣(たて)」という言葉は沢田と行友が創ったといわれている。『月形半平太』は衣笠貞之助が注目される切っ掛けとなった大正15年（1926年）度作品を始め、衣笠自身の3度を含み16回映画化もされた。
同じ1919年8月初演の『國定忠治』は、古くから講談や浪曲などで取り上げられていたが、この行友版が「赤城の山も今夜を限り」の名台詞で有名な赤城天神山の場面などの沢田演出で新国劇の極め付きとなり、新国劇は国民的な演劇集団として爆発的な人気が定着した。二本の戯曲『月形半平太』『國定忠治』は新国劇70年の歴史を支える、大きな柱として長く生き続けた。
大正14年（1925年）10月27日から、大正15年（1926年）8月12日まで大阪・東京朝日新聞で250回連載された小説「修羅八荒」で一躍人気作家となる。本作は伝奇物の典型として日本の大衆時代小説に大きい影響を与えた。「修羅八荒」は連載終了前に松竹蒲田、日活、マキノ映画が参戦した三社による映画の競作が行われ、さらにラジオ劇、レコード化、浪曲化、舞台劇にも連載終了前に波及した。これらは今日いうメディアミックスといえるが、当時はこれが珍しくなかったという。　
これら以外にも牧野省三と組んでチャンバラ映画の原作を多数手がけるなど一世を風靡、人気劇作家としての地位を築いた。　　　
昭和4年（1929年）、沢田が早逝。大黒柱を失った新国劇は島田正吾・辰巳柳太郎を澤田の後継者に抜擢し、彼らを二枚看板として危機を乗り切って人気を博すが、行友は一人息子を早く亡くす不幸にも見舞われ後年は失速していく。その背景として、行友作品は娯楽性の高さが特色だったが、芸術性の高い作品を劇団から望まれていたことが挙げられる。結局行友は徐々に劇団から距離を置くようになり小説に転じた。
以後は数作品を発表した後、妻と2人ひっそりと暮らす人生を歩んだ。行友は元来金銭欲や名誉欲を持っていなかったと伝えられ、その性格に加え、身内の不幸が重なったことが、筆から遠ざかる要因になったと思われる。昭和34年（1959年）に行友が亡くなった時、大衆はおろか、新国劇内でも彼をよく知る人がほぼいない有様であったという。
行友死去の25年後、昭和59年（1984年）に新国劇は解散する。劇団の財産となった行友作『國定忠治』は、解散の直前まで演じられていた。

## 作品
戯曲
- 金山颪
- 春告鳥
- 月形半平太
- 国定忠治
- はやぶさ大名
- 千葉周作（春之助役は島田正吾初の大役）
- 『行友李風戯曲集』北条秀司編 演劇出版社 1987

小説
- 『北海熊』駸々堂 1904
- 『因果経』樋口隆文館 1910.7
- 『後の北海熊』駸々堂 1910.7
- 『亀甲組』樋口隆文館 1914
- 『人の怨』樋口隆文館 1915
- 『恋の罪』樋口隆文館 1916
- 『安宅丸 柳営秘録』樋口隆文館 1925
- 近世遊侠録
- 『修羅八荒』朝日新聞社 1926
- 『破軍星』大日本雄弁会講談社 1928
- 会津の小鉄 維新の京洛篇
- 武芸の極意
- 『安政辻占曽我』平凡社(少年冒険小説全集 第6巻)1930
- 『獄門首土蔵』先進社 1930
- 『巷説化島地獄』三島書房 1949
- 『現代大衆文学全集 第28巻 行友李風集』平凡社 1929
- 『続・現代大衆文学全集 第7巻 行友李風集』平凡社 1931
- 『大衆文学大系 6 行友李風、本田美禅』講談社 1971

他に川柳作品がある